# ÉX-Driver
éX-Driver (エクスドライバー?) è un manga di Kōsuke Fujishima da cui è stata tratta una serie OAV di 6 episodi prodotta da Bandai Visual e Xebec. In seguito, sono stati prodotti un lungometraggio e un settimo OAV, prequel, intitolato éX-Driver: Nina & Rei Danger Zone.
In Italia, i primi 6 OAV (1. AI vs RECIPRO, 2. On And On, 3. No Problem, 4. Regulations of Love (éX-Rider), 5. Crossroads, 6. The Last Mile) sono stati pubblicati da Panini Video in 2 DVD.
Venne realizzato anche un lungometraggio, intitolato "Ex-Driver The Movie".

## Trama
In un futuro distante, in cui il traffico è regolato da un sistema informatico e le automobili sono automatizzate, la sicurezza totale sembra ancora un'utopia. Capita fin troppo spesso che i computer posti alla guida dei nuovi veicoli elettrici vadano in avaria, scatenandosi in una folle corsa che potrebbe mettere in pericolo i passeggeri e i passanti. Per questo è stato costituito il corpo degli éX-Driver, gli ultimi piloti in grado di guidare le vecchie automobili a benzina, gli unici professionisti del volante capaci di riportare l'ordine dove l'intelligenza artificiale fallisce.

## Auto
Onnipresenti nell'opera sono le AIcars (pronuncia, dall'inglese, ei-ai-cars), ovvero le automobili governate dai sistemi informatici di controllo del traffico.
Le principali auto utilizzate dalla squadra degli éX-Driver di Tokyo sono una Lotus Europa, una Subaru Impreza, una Lancia Stratos, una Caterham Seven. In una puntata si notano inoltre una Lamborghini Countach ed una Daihatsu Midjet II. In un altro episodio, ancora, è presente una moto Ducati Desmo 900 Super Sport, appartenente, questa, al gruppo degli èX-Rider (simili agli éX-Driver con la differenza che invece di pilotare auto, usano motociclette).

## Personaggi
- Endou Lorna, éX-Driver alla guida della Europa;
- Sakakino Lisa, éX-Driver pilota prima della Impreza, poi della Stratos;
- Sugano Souichi, éX-Driver alla guida della Super Seven;
- Rei Kazama, éx-Rider alla guida della Desmo 900 SS;
- Kei Munakata, capo della squadra éX-Driver di Tokyo;
- Nina Anna Thunder, una delle coordinatrici della squadra éX-Driver di Tokyo